# Tuvskål
Tuvskål (Tympanis alnea) är en svampart som tillhör divisionen sporsäcksvampar, och som först beskrevs av Christiaan Hendrik Persoon och Fr., och fick sitt nu gällande namn av Fr.. Tuvskål ingår i släktet tuvskålar, och familjen Helotiaceae. Arten är reproducerande i Sverige.